# Culey-le-Patry

Culey-le-Patry este o comună în departamentul Calvados, Franța. În 1 ianuarie 2022 avea o populație de 379 de locuitori.